# Hệ thống vận tải hàng loạt Bangkok
Công ty trách nhiệm hữu hạn đại chúng Hệ thống vận tải hàng loạt Bangkok (BTSC, tiếng Thái: บริษัทระบบขนส่งมวลชนกรุงเทพ จำกัด (มหาชน)) là một công ty vận tải của Thái Lan, được biết đến nhiều nhất với tư cách là nhà điều hành BTS Skytrain tại Bangkok. Nó là một công ty con thuộc BTS Group Holdings (BTSG, trước đây là Tanayong), và cũng đồng quản lý Bangkok BRT và Tuyến Gold.

## Lịch sử và hoạt động
BTSC được thành lập bởi Keeree Kanjanapas vào năm 1992 như một đơn vị điều hành của Tanayong cho cho hệ thống giao thông công cộng nhanh trên cao đã được quy hoạch của Bangkok. Nó được thành lập như một liên doanh với Sino-Thai Engineering & Construction, Sito, và Dyckerhoff & Widmann. Công ty được niêm yết công khai vào năm 1996. Nó đã phải chịu tổn thất nặng nề sau Khủng hoảng tài chính châu Á 1997, và đã trải qua quá trình phục hồi kinh doanh và tái cơ cấu nợ từ năm 2006 đến năm 2008. Vào năm 2010, Tanayong đổi tên thành BTSG và đã lấy lại 94,6% cổ phần tại BTSC, trở thành cổ đông lớn nhất.
BTSC điều hành BTS Skytrain, mở cửa vào năm 1999. Đây là đơn vị nhượng quyền duy nhất của hệ thống BTS (bao gồm các ga từ Mo Chit đến On Nut trên Tuyến Sukhumvit và Sân vận động Quốc gia đến Saphan Taksin trên Tuyến Silom), trong đó công ty là nhà đầu tư duy nhất, và điều hành mở rộng các tuyến theo các thỏa thuận từ Chính quyền Đô thị Bangkok (thông qua nhánh đầu tư từ công ty Krungthep Thanakom) và Cơ quan vận tải nhanh khối lượng lớn Thái Lan (MRTA). Ngoài ra công ty còn điều hành Hệ thống xe buýt nhanh của Bangkok, mở cửa vào năm 2010, và Tuyến Gold không người lái vào năm 2020.